# Hvorostiv, Volodîmîr-Volînskîi
Hvorostiv (în ucraineană Хворостів) este un sat în comuna Berezovîci din raionul Volodîmîr-Volînskîi, regiunea Volînia, Ucraina.

## Demografie
Componența lingvistică a localității Hvorostiv
     Ucraineană (98,84%)
     Alte limbi (0,58%)
Conform recensământului din 2001, majoritatea populației localității Hvorostiv era vorbitoare de ucraineană (98,84%), existând în minoritate și vorbitori de alte limbi.